# イ・ヒョンジュ (アナウンサー)
イ・ヒョンジュ（ハングル表記：이현주、1984年1月13日 - ）は、大韓民国の韓国放送公社 (KBS) 所属のアナウンサー。ソウル市で生まれた。韓国外国語大学校新聞放送学科を卒業した。2009年にKBSの第35期公開採用でアナウンサーとして採用され入局した。2015年に行政自治部長官表彰を受けた。司会進行を務めている芸能情報番組『芸能ライブ』が2020年に第27回KBS芸能大賞のベストチームワーク賞を受賞した。

## 担当番組

### テレビ
- KBSニュースタイム（朝鮮語版）（KBS 第2テレビジョン）[1]
- KBSニュース9（2012年 - 2014年、KBS 第1テレビジョン）[1]
- 開かれた音楽会（KBS 第1テレビジョン)[5]
- 芸能ライブ（朝鮮語版）[3]（KBS 第2テレビジョン）[6]